# Bão Jelawat (2018)
Bão Jelawat năm 2018, còn được biết đên ở Philippines với tên gọi Bão Caloy, là xoáy thuận nhiệt đới thứ ba của mùa bão Tây Bắc Thái Bình Dương 2018.

## Cấp bão
Cấp bão (F13): 140 mph, Áp suất 930 pha (mbar)
Cấp bão (Nhật Bản): 105kts – Bão cuồng phong, áp suất 915 hPa (mbar).
Cấp bão (Hoa Kỳ): 130kts – Siêu bão cuồng phong cấp 4.
Cấp bão (Hồng Kông - Trung Quốc): 185 km/h (52 m/s) – Siêu bão cuồng phong.
Cấp bão (Philippines): 175 km/h - Bão cuồng phong.

## Lịch sử khí tượng

### Hình thành và phát triển

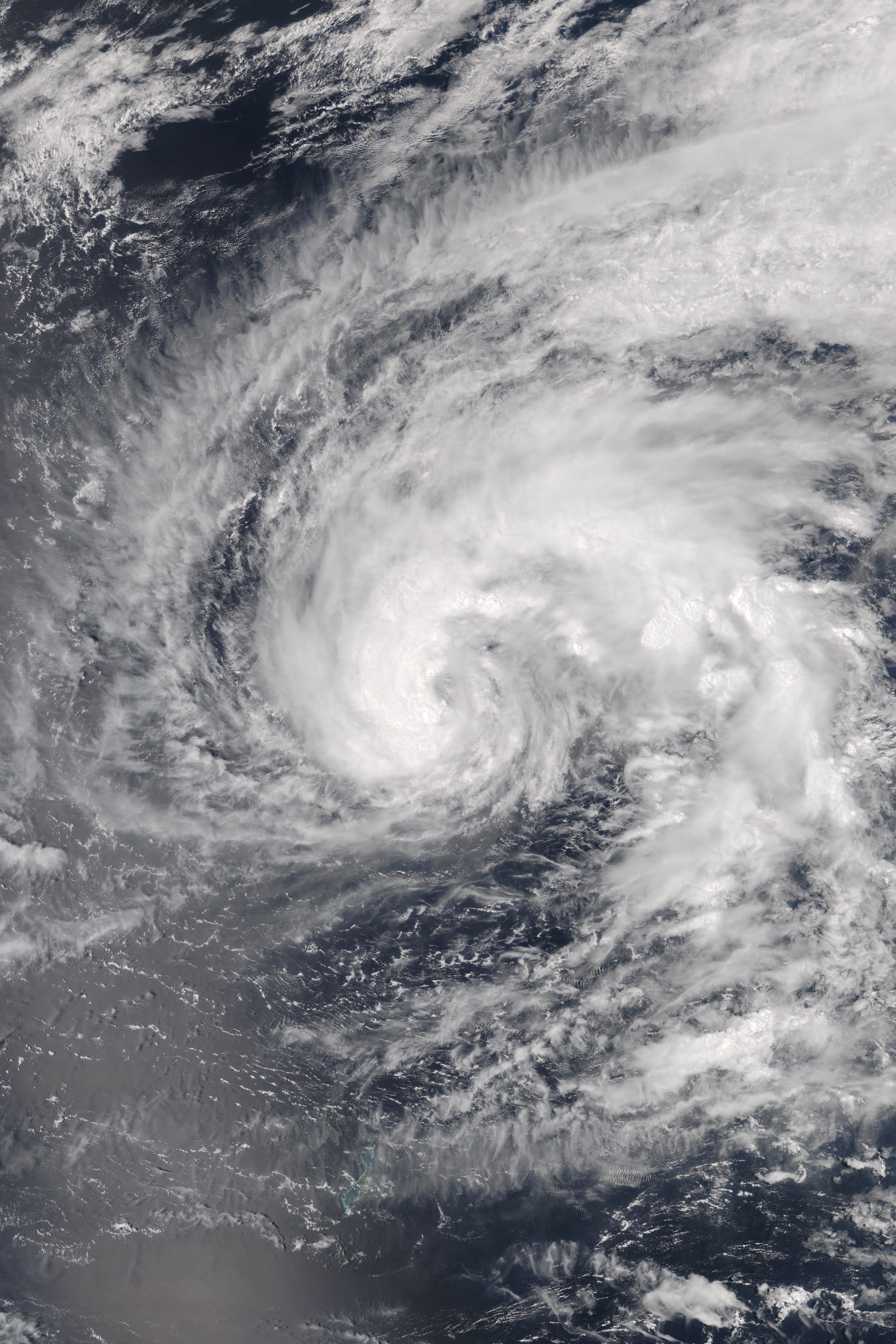
Bão Jelawat phát triển bùng nổ trong ngày 29 tháng 3, ảnh chụp của NOAA

Vào ngày 24 tháng 3, một áp thấp nhiệt đới hình thành ở phía nam quần đảo Mariana và JTWC đặt kí hiệu cho nó là 03W. Vào ngày 25 tháng 3, hệ thống này trở thành một cơn bão nhiệt đới và được đặt tên là Jelawat bởi JMA. Điều kiện thời tiết dần dần trở nên thuận lợi hơn để cơn bão phát triển hơn nữa, kết quả là Jelawat liên tục mạnh lên và tổ chức nâng cảnh báo bão nhiệt đới lúc 18:00 UTC vào ngày 28 tháng 3. Sau đó vào ngày 29 tháng 3, mắt bão bắt đầu xuất hiện vào dẫn đến việc JMA phân loại nó thành một cơn bão nhiệt đới nghiêm trọng vào lúc 00:00 UTC vào ngày 29 tháng 3. 36 giờ sau khi mắt bão xuất hiện rõ nét, Jelawat đạt được cường độ cực đại vào sáng hôm đó, với sức gió 195 km/h duy trì trong 10 phút và áp suất tại trung tâm là 915 hPa (tức 27,02 inHg). Đồng thời, JTWC đánh giá nó là bão cấp 4.

### Suy yếu và tan dần
Ngay lập tức sau khi đạt tới cường độ cao, Jelawat bắt đầu suy yếu nhanh chóng do sự gia tăng mạnh mẽ của gió cắt và không khí khô và cơn bão đã giảm xuống dưới sức bão nhiệt đới vào cuối ngày 31 tháng 3. Trong vài ngày tới, Jelawat di chuyển về phía đông bắc và quay về hướng đông, trước khi tan hoàn toàn vào ngày 2 tháng 4.

## Tác động
Cơn bão đã gây ra những tác động nhỏ đối với quốc đảo Palau, Quần đảo Caroline và Quần đảo Bắc Mariana.